# Кубок Ліхтенштейну з футболу 2008—2009
Кубок Ліхтенштейну з футболу 2008–2009 — 64-й розіграш кубкового футбольного турніру в Ліхтенштейні. Титул здобув Вадуц.

## Календар
| Раунд        | Дата               | Матчі | Клуби   |
| ------------ | ------------------ | ----- | ------- |
| Перший раунд | 26-28 серпня 2008  | 6     | 18 → 12 |
| Другий раунд | 17-19 вересня 2008 | 4     | 12 → 8  |
| 1/4 фіналу   | 21-29 жовтня 2008  | 4     | 8 → 4   |
| 1/2 фіналу   | 28-29 квітня 2009  | 2     | 4 → 2   |
| Фінал        | 21 травня 2009     | 1     | 2 → 1   |

## Перший раунд
| Команда 1       | Рахунок | Команда 2      |
| --------------- | ------- | -------------- |
| 26 серпня 2008  |         |                |
| Вадуц III       | 1:8     | Бальцерс III   |
| Трізен          | 3:4     | Ешен-Маурен II |
| 27 серпня 2008  |         |                |
| Ешен-Маурен III | 0:6     | Вадуц-2        |
| Трізенберг II   | 5:0     | Бальцерс III   |
| Трізен III      | 1:5     | Шан Аццуррі    |
| 28 серпня 2008  |         |                |
| Трізен II       | 0:2     | Руггелль II    |

## Другий раунд
| Команда 1       | Рахунок | Команда 2      |
| --------------- | ------- | -------------- |
| 17 вересня 2008 |         |                |
| Трізенберг II   | 1:6     | Шан Аццуррі    |
| Вадуц-2         | +:-     | Ешен-Маурен II |
| Руггелль II     | 1:12    | Шан Аццуррі    |
| 19 вересня 2008 |         |                |
| Трізенберг      | 2:5     | Бальцерс II    |

## 1/4 фіналу
| Команда 1      | Рахунок | Команда 2   |
| -------------- | ------- | ----------- |
| 21 жовтня 2008 |         |             |
| Руггелль       | 0:5     | Ешен-Маурен |
| 22 жовтня 2008 |         |             |
| Бальцерс II    | 0:8     | Вадуц       |
| 28 жовтня 2008 |         |             |
| Шан Аццуррі    | 0:1     | Бальцерс    |
| 29 жовтня 2008 |         |             |
| Вадуц-2        | 0:8     | Шан         |

## 1/2 фіналу
| Команда 1      | Рахунок | Команда 2   |
| -------------- | ------- | ----------- |
| 28 квітня 2009 |         |             |
| Шан            | 0:5     | Ешен-Маурен |
| 29 квітня 2009 |         |             |
| Бальцерс       | 0:5     | Вадуц       |

## Фінал
| 21 травня 2009 18:00 (UTC+2) |

| Вадуц               | 2:1 дч   | Ешен-Маурен |
| ------------------- | -------- | ----------- |
| Рудан 39' Фішер 45' | Протокол | Меметі 67'  |

| Райнпарк, Вадуц Глядачів: 1 935 Арбітр: Ніколай Ганні |